# Роузмонт (Илиноис)
Роузмонт (енгл. Rosemont) град је у америчкој савезној држави Илиноис.

## Демографија
По попису из 2010. године број становника је 4.202, што је 22 (-0,5%) становника мање него 2000. године.
| Група             | 2000.         | 2010.         |
| Белци             | 2.445 (57,9%) | 2.199 (52,3%) |
| Афроамериканци    | 57 (1,3%)     | 70 (1,7%)     |
| Азијати           | 186 (4,4%)    | 141 (3,4%)    |
| Хиспаноамериканци | 1.493 (35,3%) | 1.734 (41,3%) |
| Укупно            | 4.224         | 4.202         |